# Fromezey
Fromezey é uma comuna francesa na região administrativa de Grande Leste, no departamento de Meuse. Estende-se por uma área de 5,96 km². Em 2010 a comuna tinha 56 habitantes (densidade: 9,4 hab./km²).